# Saint-Andiol
Saint-Andiol je obec ve Francii v departementu Bouches-du-Rhône.

## Poloha
Obec leží 8 kilometrů západně od Cavaillonu a 12 kilometrů severovýchodně od městečka Saint-Rémy-de-Provence.
Saint-Andiol sousedí na severu s Noves a s Cabannes, na východě s Plan-d'Orgon, na jihu s Mollégès, na západě se Saint-Rémy-de-Provence a s Noves a na jihozápadě s Verquières.

## Pamětihodnosti
- Kostel svatého Vincenta z 11. století
- Kaple svatého Kříže z 10. století
- Zámek ze 17. století

## Dopravní obslužnost
Vesnice leží na silnici N7. Blízká dálnice A7 spojuje obec mimo jiné s Marseille.

## Významné osobnosti
Vyrůstal zde Jean Moulin (1899-1943) považován za jednoho z hlavních francouzských odbojářů druhé světové války.

## Vývoj počtu obyvatel
| Rok            | 1962 | 1968 | 1975 | 1982 | 1990 | 1999 | 2008 |
| Počet obyvatel | 1805 | 2023 | 2019 | 2372 | 2253 | 2605 | 3198 |